# Keilův vrch

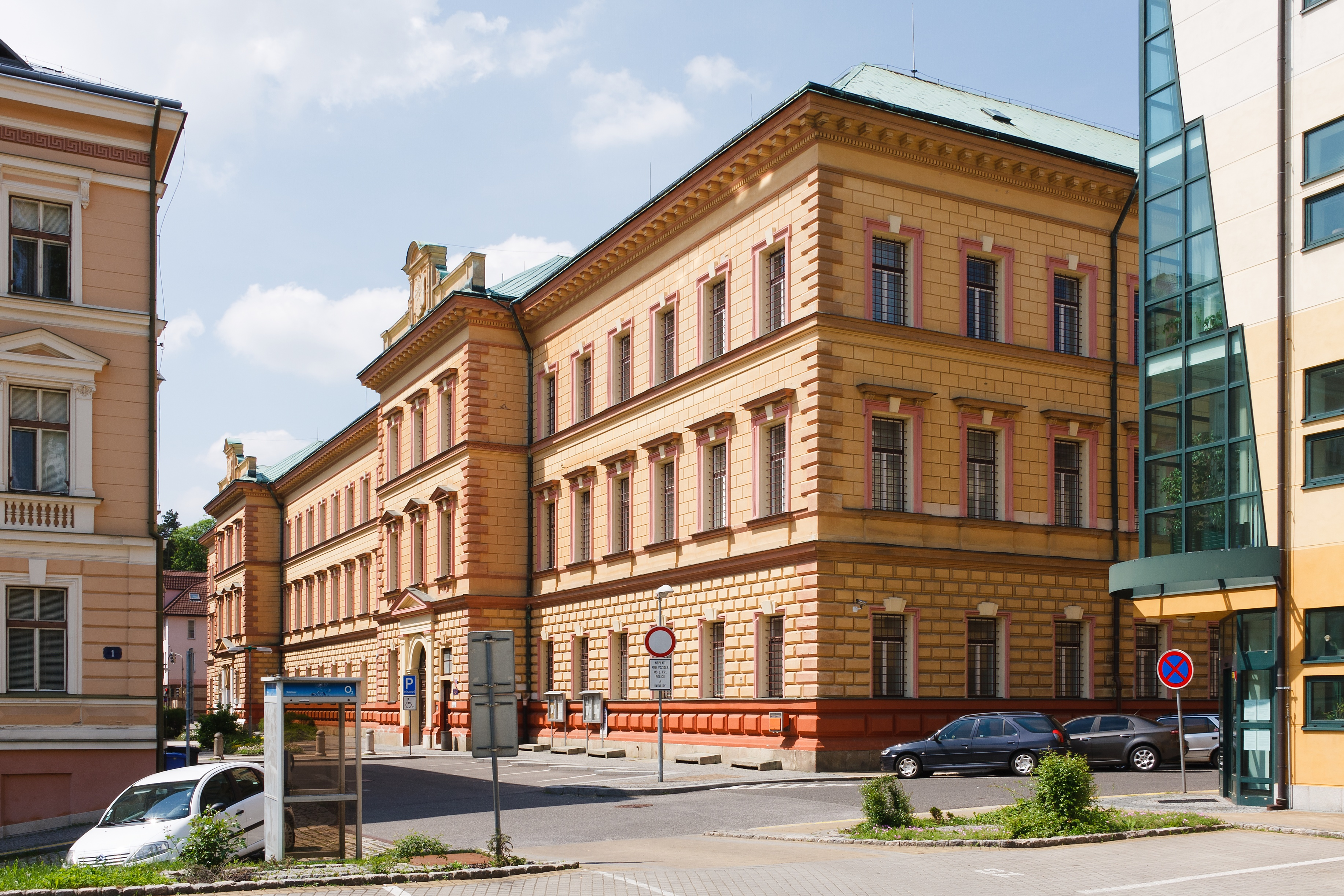
Vazební věznice, dříve soud

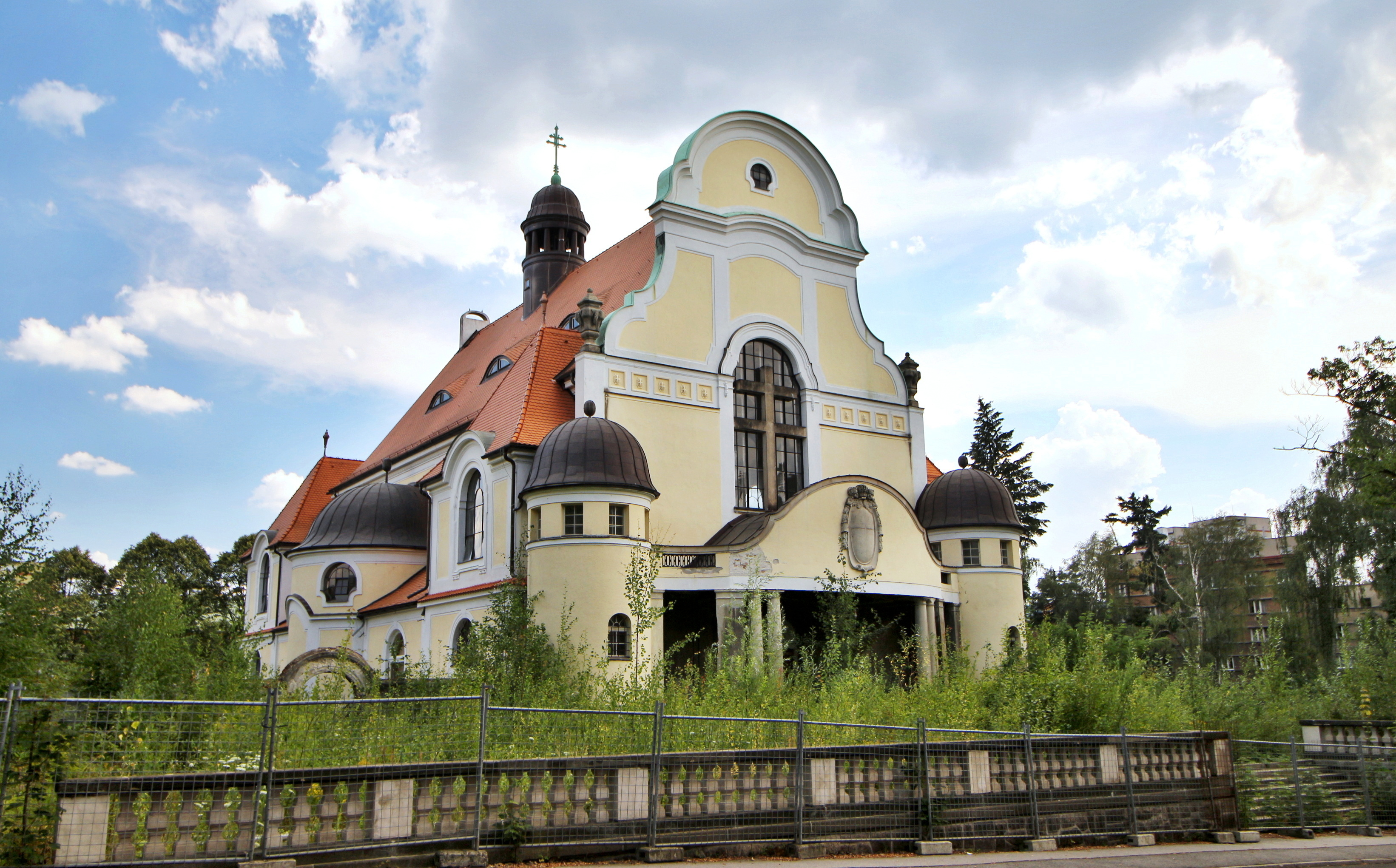
Kostel svaté Máří Magdalény

Keilův vrch (německy Keilsberg) je vyvýšenina a současně název čtvrti v liberecké II. městské části Nové Město.

## Popis
Keilův vrch je také název kdysi výstavní vilové čtvrti v Liberci. Nachází se zde mimo jiné nová budova krajského a okresního soudu a bývalá soudní budova, dnešní vazební věznice.
Kdysi zde stávala liberecká křížová cesta, která byla později přenesena ke kostelu Nalezení sv. Kříže. V době sedmileté války se na vrchu dne 21. dubna 1757 odehrála bitva u Liberce.

## Okolí
Na jižním úpatí Keilova vrchu se nachází novobarokní kostel svaté Máří Magdalény s bývalým kapucínským klášterem.